# لیلیانا زیلاگیی
لیلیانا زیلاگیی (به انگلیسی: Liliána Szilágyi) (زادهٔ ۱۹ نوامبر ۱۹۹۶) شناگر اهل مجارستان است.